# Ijuw
Ijuw ist ein Distrikt des Inselstaats Nauru, im Nordosten der Insel. Er ist 1,1 km² groß und hat 276 Einwohner. Im Norden grenzt er an Anabar und im Süden an Anibare. Ijuw ist ein Teil des Wahlkreises Anabar. Das Kap Ijuw ist das nördliche Ende der Anibare Bay und gleichzeitig der östlichste Punkt Naurus. In Ijuw befinden sich die zwei ehemaligen Dörfer Ijuw und Ganokoro.